# Station Gdańsk Kolonia
Station Gdańsk Kolonia is een spoorwegstation in de Poolse plaats Gdańsk.